# Bagiry
Bagiry est une commune française située dans le sud-ouest du département de la Haute-Garonne, en région Occitanie. Sur le plan historique et culturel, la commune fait partie du pays de Comminges, correspondant à l’ancien comté de Comminges, circonscription de la province de Gascogne située sur les départements actuels du Gers, de la Haute-Garonne, des Hautes-Pyrénées et de l'Ariège.
Exposée à un climat de montagne, elle est drainée par la Garonne, le ruisseau de Gouhouron et par un autre cours d'eau. La commune possède un patrimoine naturel remarquable : un site Natura 2000 (« Garonne, Ariège, Hers, Salat, Pique et Neste »), un espace protégé (« la Garonne, l'Ariège, l'Hers Vif et le Salat ») et quatre zones naturelles d'intérêt écologique, faunistique et floristique.
Bagiry est une commune rurale qui compte 107 habitants en 2022, après avoir connu un pic de population de 305 habitants en 1846. Elle fait partie de l'aire d'attraction de Saint-Gaudens. Ses habitants sont appelés les Bagirois ou  Bagiroises.

## Géographie

### Localisation
La commune de Bagiry se trouve dans le département de la Haute-Garonne, en région Occitanie.
Elle se situe à 96 km à vol d'oiseau de Toulouse, préfecture du département, à 17 km de Saint-Gaudens, sous-préfecture, et à 21 km de Bagnères-de-Luchon, bureau centralisateur du canton de Bagnères-de-Luchon dont dépend la commune depuis 2015 pour les élections départementales.
La commune fait en outre partie du bassin de vie de Montréjeau.
Les communes les plus proches sont : 
Sainte-Marie (0,7 km), Galié (1,3 km), Siradan (1,4 km), Ore (2,0 km), Mont-de-Galié (2,2 km), Saléchan (2,5 km), Bertren (2,6 km), Samuran (2,8 km).
Sur le plan historique et culturel, Bagiry fait partie du pays de Comminges, correspondant à l’ancien comté de Comminges, circonscription de la province de Gascogne située sur les départements actuels du Gers, de la Haute-Garonne, des Hautes-Pyrénées et de l'Ariège.
Bagiry est limitrophe de sept autres communes, dont cinq dans le département des Hautes-Pyrénées. Il n'est limitrophe de la commune d'Ilheu que par un quadripoint selon le cadastre,, voire séparé de quelques dizaines de mètres selon la carte IGN. Son territoire est très proche de celui de Saléchan, une autre commune des Hautes-Pyrénées, à une centaine de mètres au sud-est.
Les communes limitrophes sont  Bertren, Galié, Ilheu, Ore, Sainte-Marie, Samuran et Siradan.
| Ilheu (Hautes-Pyrénées)   | Bertren (Hautes-Pyrénées)      | Galié |
| Samuran (Hautes-Pyrénées) | Bagiry                         |       |
| Siradan (Hautes-Pyrénées) | Sainte-Marie (Hautes-Pyrénées) | Ore   |

Bagiry est une petite commune rurale de la vallée de la Garonne, située au pied des Pyrénées dans le Comminges, à 24 km au sud de Saint-Gaudens. Elle est limitrophe du département des Hautes-Pyrénées (communes de Bertren, de Samuran, de Siradan et de Sainte-Marie).
Le village de Bagiry se situe à l'entrée de la vallée de la Barousse, à une altitude de 457 mètres.

### Géologie et relief
Les habitants bénéficient d'une vue remarquable sur la chaîne des Pyrénées centrales et plus particulièrement sur le pic du Gar (1 785 m) et la montagne des Ares.

### Hydrographie

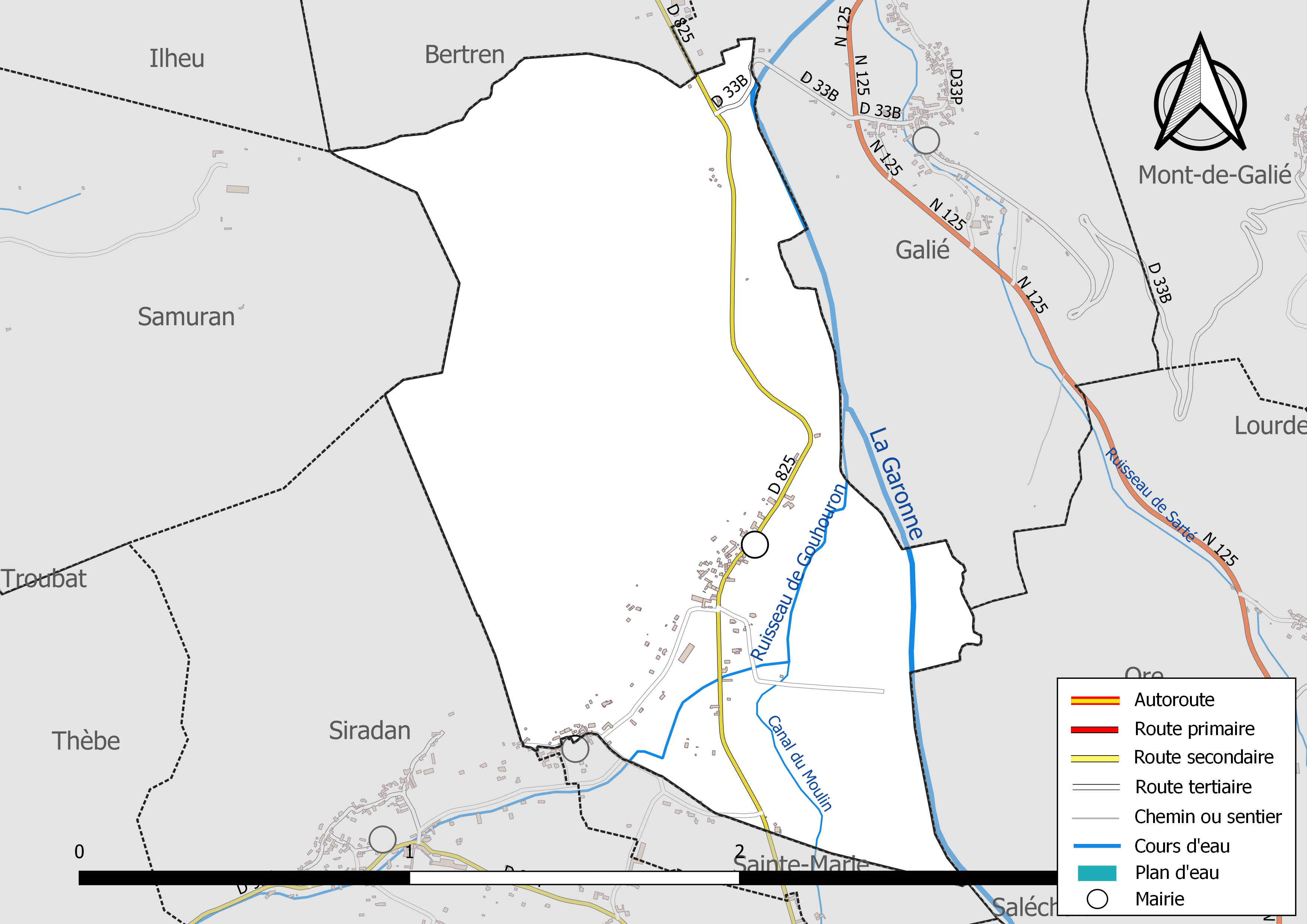
Réseaux hydrographique et routier de Bagiry.

La commune est essentiellement située en rive gauche de la Garonne qui la longe sur la majeure partie de sa limite orientale. Elle déborde toutefois sur environ cinq hectares en rive droite au lieu-dit Pont Carré. Cette enclave est déjà présente sur le cadastre napoléonien de 1831. La forme relativement rectiligne de ces terrains (pouvant difficilement correspondre à un ancien méandre) et l'appellation du lieu pourraient indiquer l'existence passée d'un pont ou d'une passerelle reliant les deux rives à cet endroit[réf. souhaitée].
Le territoire de la commune est également traversé par le ruisseau de Gouhouron et son affluent le canal du Moulin.

### Climat
Pour des articles plus généraux, voir Climat de l'Occitanie et Climat de la Haute-Garonne.
En 2010, le climat de la commune est de type climat des marges montargnardes, selon une étude s'appuyant sur une série de données couvrant la période 1971-2000. En 2020, Météo-France publie une typologie des climats de la France métropolitaine dans laquelle la commune est exposée à un climat de montagne ou de marges de montagne et est dans la région climatique Pyrénées centrales, caractérisée par une pluviométrie annuelle de 1 000 à 1 200 mm.
Pour la période 1971-2000, la température annuelle moyenne est de 11,2 °C, avec une amplitude thermique annuelle de 15 °C. Le cumul annuel moyen de précipitations est de 1 047 mm, avec 9,4 jours de précipitations en janvier et 7 jours en juillet. Pour la période 1991-2020, la température moyenne annuelle observée sur la station météorologique la plus proche, située sur la commune de Clarac à 13 km à vol d'oiseau, est de 12,5 °C et le cumul annuel moyen de précipitations est de 804,9 mm,. Pour l'avenir, les paramètres climatiques de la commune estimés pour 2050 selon différents scénarios d’émission de gaz à effet de serre sont consultables sur un site dédié publié par Météo-France en novembre 2022.

### Milieux naturels et biodiversité

#### Espaces protégés
La protection réglementaire est le mode d’intervention le plus fort pour préserver des espaces naturels remarquables et leur biodiversité associée,.
Un  espace protégé est présent sur la commune : 
« la Garonne, l'Ariège, l'Hers Vif et le Salat », objet d'un arrêté de protection de biotope, d'une superficie de 1 658,7 ha.

#### Réseau Natura 2000

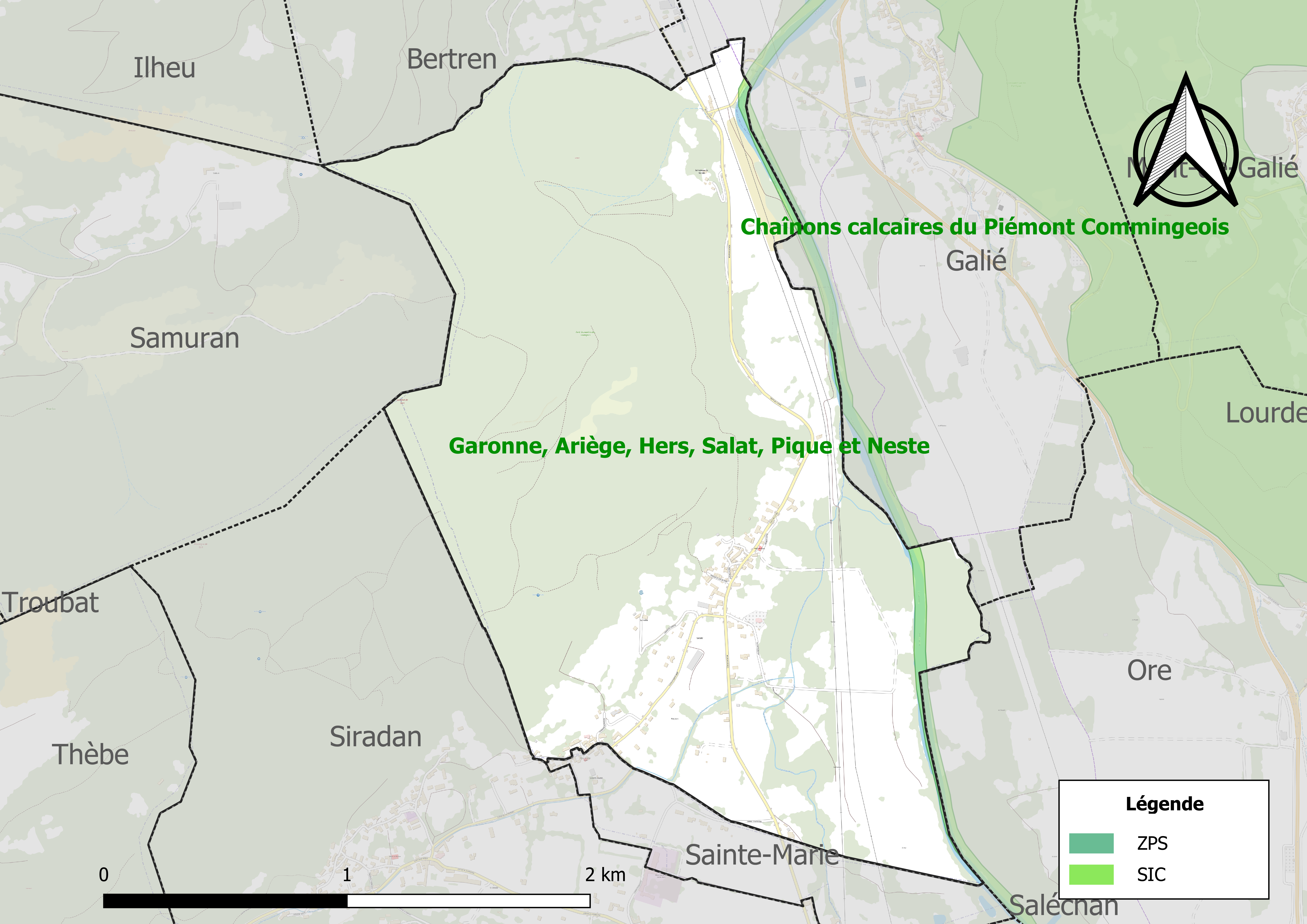
Site Natura 2000 sur le territoire communal.

Le réseau Natura 2000 est un réseau écologique européen de sites naturels d'intérêt écologique élaboré à partir des directives habitats et oiseaux, constitué de zones spéciales de conservation (ZSC) et de zones de protection spéciale (ZPS).
Un site Natura 2000 a été défini sur la commune au titre de la directive habitats : « Garonne, Ariège, Hers, Salat, Pique et Neste », d'une superficie de 9 581 ha, un réseau hydrographique pour les poissons migrateurs (zones de frayères actives et potentielles importantes pour le Saumon en particulier qui fait l'objet d'alevinages réguliers et dont des adultes atteignent déjà Foix sur l'Ariège.

#### Zones naturelles d'intérêt écologique, faunistique et floristique

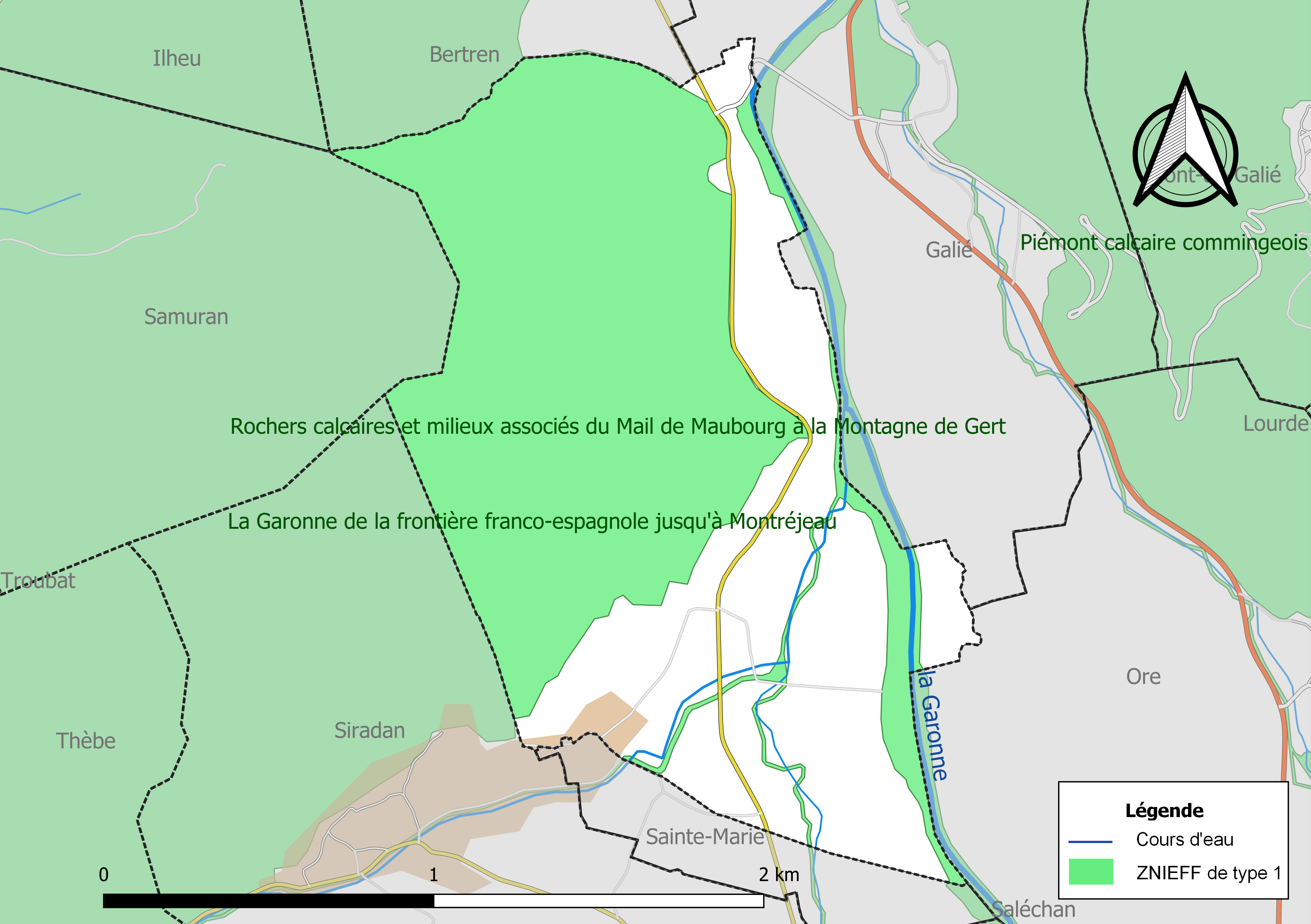
Carte des ZNIEFF de type 1 localisées sur la commune.

L’inventaire des zones naturelles d'intérêt écologique, faunistique et floristique (ZNIEFF) a pour objectif de réaliser une couverture des zones les plus intéressantes sur le plan écologique, essentiellement dans la perspective d’améliorer la connaissance du patrimoine naturel national et de fournir aux différents décideurs un outil d’aide à la prise en compte de l’environnement dans l’aménagement du territoire.
Deux ZNIEFF de type 1 sont recensées sur la commune :
« la Garonne de la frontière franco-espagnole jusqu'à Montréjeau » (469 ha), couvrant 38 communes dont 28 dans la Haute-Garonne et dix dans les Hautes-Pyrénées et 
les « rochers calcaires et milieux associés du Mail de Maubourg à la montagne de Gert » (1 354 ha), couvrant 11 communes dont une dans la Haute-Garonne et dix dans les Hautes-Pyrénées
et deux ZNIEFF de type 2, : 
- « Garonne amont, Pique et Neste » (1 788 ha), couvrant 112 communes dont 42 dans la Haute-Garonne et 70 dans les Hautes-Pyrénées[25] ;
- les « montagnes sèches et rocheuses en rives gauche et droite de l'Ourse et à Saint-Bertrand-de-Comminges » (5 147 ha), couvrant 24 communes dont deux dans la Haute-Garonne et 22 dans les Hautes-Pyrénées[26].

## Urbanisme

### Typologie
Au 1er janvier 2024, Bagiry est catégorisée commune rurale à habitat dispersé, selon la nouvelle grille communale de densité à sept niveaux définie par l'Insee en 2022.
Elle est située hors unité urbaine. Par ailleurs la commune fait partie de l'aire d'attraction de Saint-Gaudens, dont elle est une commune de la couronne,. Cette aire, qui regroupe 85 communes, est catégorisée dans les aires de moins de 50 000 habitants,.

### Occupation des sols
L'occupation des sols de la commune, telle qu'elle ressort de la base de données européenne d’occupation biophysique des sols Corine Land Cover (CLC), est marquée par l'importance des forêts et milieux semi-naturels (65,8 % en 2018), en augmentation par rapport à 1990 (61,9 %). La répartition détaillée en 2018 est la suivante : 
forêts (65,2 %), zones agricoles hétérogènes (26,9 %), zones urbanisées (7,3 %), milieux à végétation arbustive et/ou herbacée (0,6 %). L'évolution de l’occupation des sols de la commune et de ses infrastructures peut être observée sur les différentes représentations cartographiques du territoire : la carte de Cassini (XVIIIe siècle), la carte d'état-major (1820-1866) et les cartes ou photos aériennes de l'IGN pour la période actuelle (1950 à aujourd'hui).

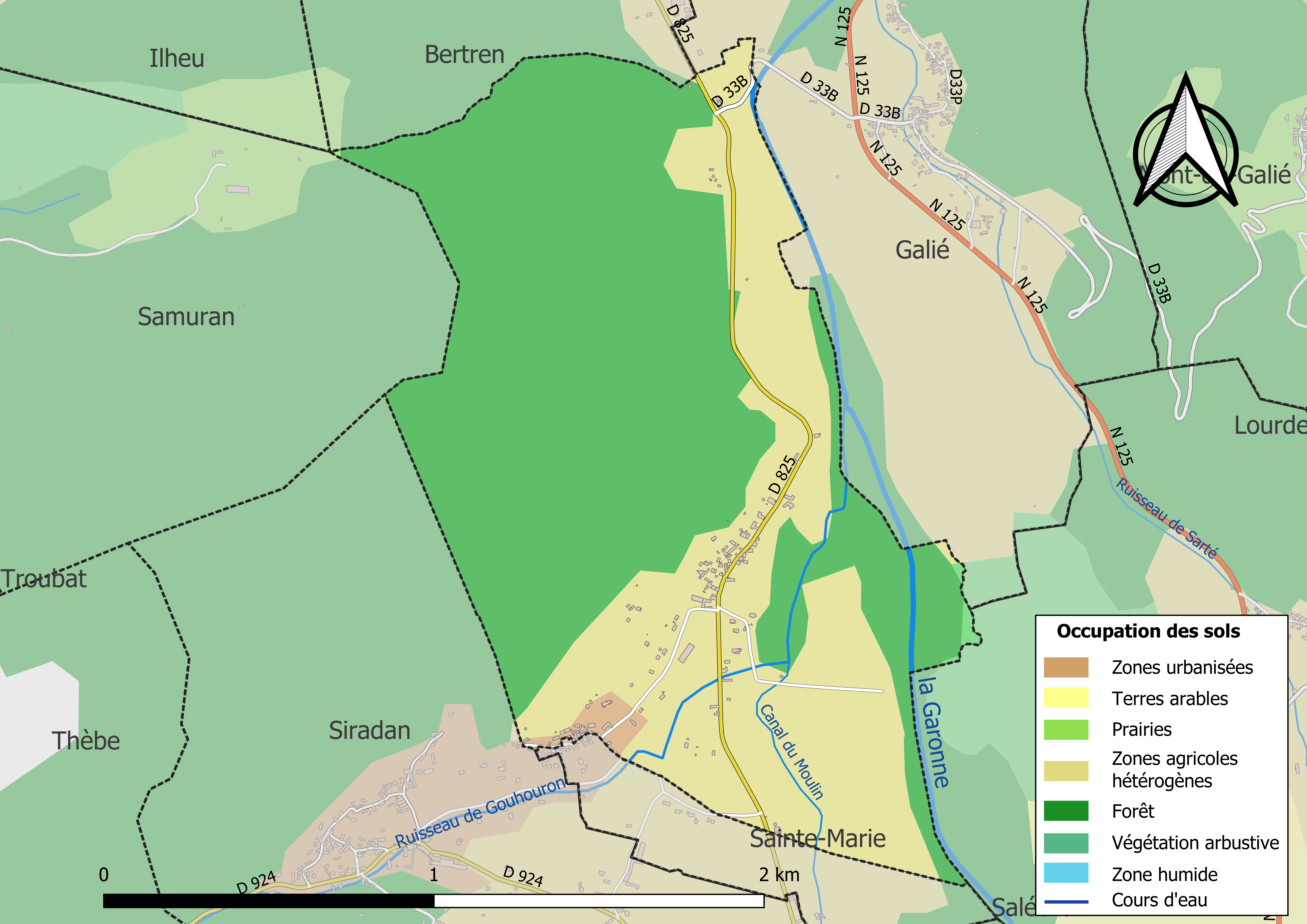
Carte des infrastructures et de l'occupation des sols de la commune en 2018 (CLC).

### Morphologie urbaine
Le village est constitué par d'anciennes fermes pyrénéennes aux granges en pierres apparentes de schistes et de marbre rose du pays, flanquées de greniers à foin à persiennes de bois.

### Voies de communication et transport
Accès par la route nationale 125 entre Montréjeau et Bagnères-de-Luchon.

### Risques majeurs
Le territoire de la commune de Bagiry est vulnérable à différents aléas naturels : météorologiques (tempête, orage, neige, grand froid, canicule ou sécheresse), inondations, feux de forêts et séisme (sismicité moyenne). Il est également exposé à un risque technologique, la rupture d'un barrage. Un site publié par le BRGM permet d'évaluer simplement et rapidement les risques d'un bien localisé soit par son adresse soit par le numéro de sa parcelle.

#### Risques naturels
Certaines parties du territoire communal sont susceptibles d’être affectées par le risque d’inondation par débordement de cours d'eau, notamment la Garonne. La commune a été reconnue en état de catastrophe naturelle au titre des dommages causés par les inondations et coulées de boue survenues en 1982, 1999, 2009 et 2013,.
Un plan départemental de protection des forêts contre les incendies a été approuvé par arrêté préfectoral du 25 septembre 2006. Bagiry est exposée au risque de feu de forêt du fait de la présence sur son territoire du massif des piémonts des Pyrénées. Il est ainsi défendu aux propriétaires de la commune et à leurs ayants droit de porter ou d’allumer du feu dans l'intérieur et à une distance de 200 mètres des bois, forêts, plantations, reboisements ainsi que des landes. L’écobuage est également interdit, ainsi que les feux de type méchouis et barbecues, à l’exception de ceux prévus dans des installations fixes (non situées sous couvert d'arbres) constituant une dépendance d'habitation,

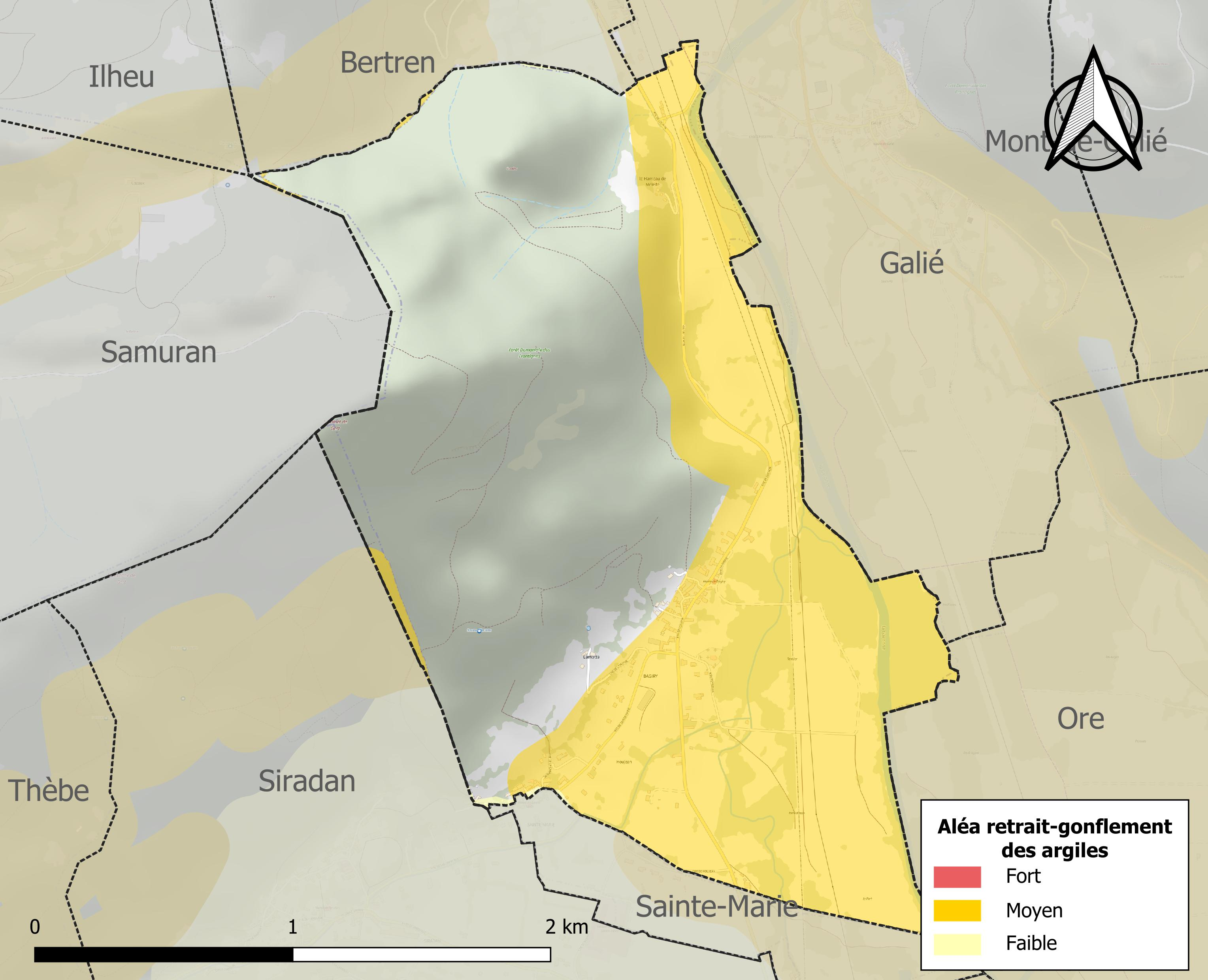
Carte des zones d'aléa retrait-gonflement des sols argileux de Bagiry.

Le retrait-gonflement des sols argileux est susceptible d'engendrer des dommages importants aux bâtiments en cas d’alternance de périodes de sécheresse et de pluie. 46,7 % de la superficie communale est en aléa moyen ou fort (88,8 % au niveau départemental et 48,5 % au niveau national). Sur les 92 bâtiments dénombrés sur la commune en 2019, 78 sont en aléa moyen ou fort, soit 85 %, à comparer aux 98 % au niveau départemental et 54 % au niveau national. Une cartographie de l'exposition du territoire national au retrait gonflement des sols argileux est disponible sur le site du BRGM,.
Par ailleurs, afin de mieux appréhender le risque d’affaissement de terrain, l'inventaire national des cavités souterraines permet de localiser celles situées sur la commune.
Concernant les mouvements de terrains, la commune a été reconnue en état de catastrophe naturelle au titre des dommages causés par des mouvements de terrain en 1999.

#### Risques technologiques
La commune est en outre située en aval du barrage du Portillon sur la Neste d'Oô. À ce titre elle est susceptible d’être touchée par l’onde de submersion consécutive à la rupture de cet ouvrage.

## Politique et administration

### Administration municipale
Le nombre d'habitants au recensement de 2011 étant compris entre 0 et 99, le nombre de membres du conseil municipal pour l'élection de 2014 est de sept,.

### Rattachements administratifs et électoraux
Commune faisant partie de la huitième circonscription de la Haute-Garonne de la communauté de communes du Haut Comminges et du canton de Bagnères-de-Luchon (avant le redécoupage départemental de 2014, Bagiry faisait partie de l'ex-canton de Barbazan).

### Liste des maires
| Période   | Période    | Identité          | Étiquette | Qualité                             |
| --------- | ---------- | ----------------- | --------- | ----------------------------------- |
| 1945      | 1959       | Gabriel Antichan  |           |                                     |
| 1959      | 1977       | Émile Portes      |           |                                     |
| mars 1977 | 1998       | Roger Houles      |           | Vétérinaire                         |
| 1998      | mars 2014  | Suzanne Sansuc    |           |                                     |
| mars 2014 | avril 2022 | Joseph Moretto    | SE        | Retraité du secteur de l'automobile |
| 2022      | En cours   | Alexandra Clément |           |                                     |

## Population et société

### Démographie
La population a atteint un maximum en 1846 avec 305 habitants, puis a baissé périodiquement pour atteindre 77 habitants en 1999. Elle a ensuite connu une certaine stabilité jusqu'en 2022 avec 107 habitants.
L'évolution du nombre d'habitants est connue à travers les recensements de la population effectués dans la commune depuis 1793. Pour les communes de moins de 10 000 habitants, une enquête de recensement portant sur toute la population est réalisée tous les cinq ans, les populations de référence des années intermédiaires étant quant à elles estimées par interpolation ou extrapolation. Pour la commune, le premier recensement exhaustif entrant dans le cadre du nouveau dispositif a été réalisé en 2007.

En 2022, la commune comptait 107 habitants, en évolution de +2,88 % par rapport à 2016 (Haute-Garonne : +8,02 %, France hors Mayotte : +2,11 %).
| 1793 | 1800 | 1806 | 1821 | 1831 | 1836 | 1841 | 1846 | 1851 |
| ---- | ---- | ---- | ---- | ---- | ---- | ---- | ---- | ---- |
| 183  | 154  | 209  | 274  | 287  | 304  | 293  | 305  | 293  |

| 1856 | 1861 | 1866 | 1872 | 1876 | 1881 | 1886 | 1891 | 1896 |
| ---- | ---- | ---- | ---- | ---- | ---- | ---- | ---- | ---- |
| 274  | 255  | 234  | 231  | 270  | 260  | 255  | 246  | 248  |

| 1901 | 1906 | 1911 | 1921 | 1926 | 1931 | 1936 | 1946 | 1954 |
| ---- | ---- | ---- | ---- | ---- | ---- | ---- | ---- | ---- |
| 242  | 206  | 189  | 165  | 151  | 156  | 143  | 151  | 136  |

| 1962 | 1968 | 1975 | 1982 | 1990 | 1999 | 2006 | 2007 | 2012 |
| ---- | ---- | ---- | ---- | ---- | ---- | ---- | ---- | ---- |
| 123  | 110  | 111  | 114  | 88   | 77   | 80   | 80   | 86   |

| 2017 | 2022 | - | - | - | - | - | - | - |
| ---- | ---- | - | - | - | - | - | - | - |
| 112  | 107  | - | - | - | - | - | - | - |

| selon la population municipale des années : | 1968 | 1975 | 1982 | 1990 | 1999 | 2006 | 2009 | 2013 |
| Rang de la commune dans le département      | 417  | 453  | 434  | 493  | 501  | 503  | 506  | 498  |
| Nombre de communes du département           | 592  | 582  | 586  | 588  | 588  | 588  | 589  | 589  |

### Enseignement
Bagiry fait partie de l'académie de Toulouse.

### Sport
- Pêche, randonnée pédestre.

## Économie

### Emploi
|                | 2008  | 2013  | 2018  |
| -------------- | ----- | ----- | ----- |
| Commune        | 5,5 % | 3,5 % | 2,9 % |
| Département    | 7,7 % | 9,6 % | 9,3 % |
| France entière | 8,3 % | 10 %  | 10 %  |

En 2018, la population âgée de 15 à 64 ans s'élève à 68 personnes, parmi lesquelles on compte 79,4 % d'actifs (76,5 % ayant un emploi et 2,9 % de chômeurs) et 20,6 % d'inactifs,. Depuis 2008, le taux de chômage communal (au sens du recensement) des 15-64 ans est inférieur à celui de la France et du département.
La commune fait partie de la couronne de l'aire d'attraction de Saint-Gaudens, du fait qu'au moins 15 % des actifs travaillent dans le pôle,. Elle compte 8 emplois en 2018, contre 9 en 2013 et 6 en 2008. Le nombre d'actifs ayant un emploi résidant dans la commune est de 53, soit un indicateur de concentration d'emploi de 15,1 % et un taux d'activité parmi les 15 ans ou plus de 55 %.
Sur ces 53 actifs de 15 ans ou plus ayant un emploi, 8 travaillent dans la commune, soit 15 % des habitants. Pour se rendre au travail, 86,8 % des habitants utilisent un véhicule personnel ou de fonction à quatre roues, 7,5 % s'y rendent en deux-roues, à vélo ou à pied et 5,7 % n'ont pas besoin de transport (travail au domicile).

### Activités hors agriculture
3 établissements sont implantés  à Bagiry au 31 décembre 2019.
Le secteur de l'administration publique, l'enseignement, la santé humaine et l'action sociale est prépondérant sur la commune puisqu'il représente 66,7 % du nombre total d'établissements de la commune (2 sur les 3 entreprises implantées  à Bagiry), contre 16,6 % au niveau départemental.

### Agriculture
|               | 1988 | 2000 | 2010 | 2020 |
| ------------- | ---- | ---- | ---- | ---- |
| Exploitations | 5    | 2    | 2    | 1    |
| SAU (ha)      | 91   | 87   | 86   | 63   |

La commune est dans les « Pyrénées centrales », une petite région agricole occupant le sud du département de la Haute-Garonne, massif montagneux où s’étagent les vallées profondes, la forêt et les zones intermédiaires, les estives. En 2020, l'orientation technico-économique de l'agriculture  sur la commune est l'élevage de bovins, pour la viande. Une seule  exploitation agricole ayant son siège dans la commune est recensée lors du recensement agricole de 2020 (cinq en 1988). La superficie agricole utilisée est de 63 ha,,.

## Protection environnementale
Depuis 2009, la zone des Rochers calcaires et milieux associés du Mail de Maubourg à la Montagne de Gert est répertoriée en ZNIEFF de type 1. Avec une superficie de 1 353,97 hectares, elle s'étend sur une partie de la commune de Bagiry.

## Culture locale et patrimoine

### Lieux et monuments
- L'église Saint-Hilaire de Bagiry est un édifice roman construit au XIIe siècle[52], l'église fut reconstruite au XVIe siècle et au XVIIe siècle[53], ses deux retables en bois doré finement travaillé par Jean I Ferrère au XVIIe siècle et par Dominique Ferrère au XVIIIe siècle sont classés monument historique[54].
- La chapelle Notre-Dame-des-Vignes, XVe siècle, au hameau de Sainte Marie[55] (le village est partagé entre deux départements : Hautes-Pyrénées et Haute-Garonne) et trois communes (Sainte-Marie, Siradan et Bagiry)[Carte 7].
- Un oratoire dédié à la Vierge Marie.

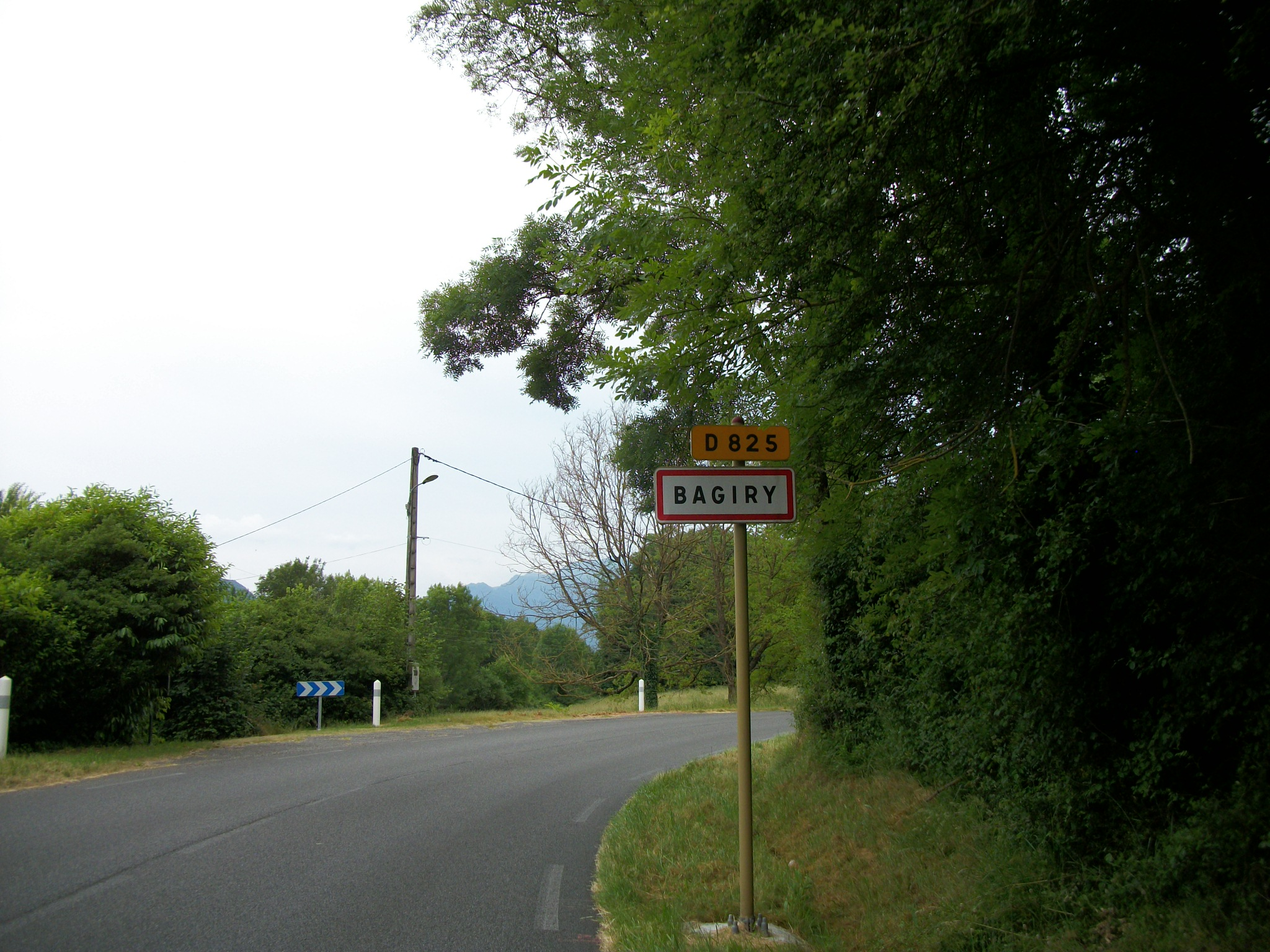
L'entrée du village en venant de Bertren.
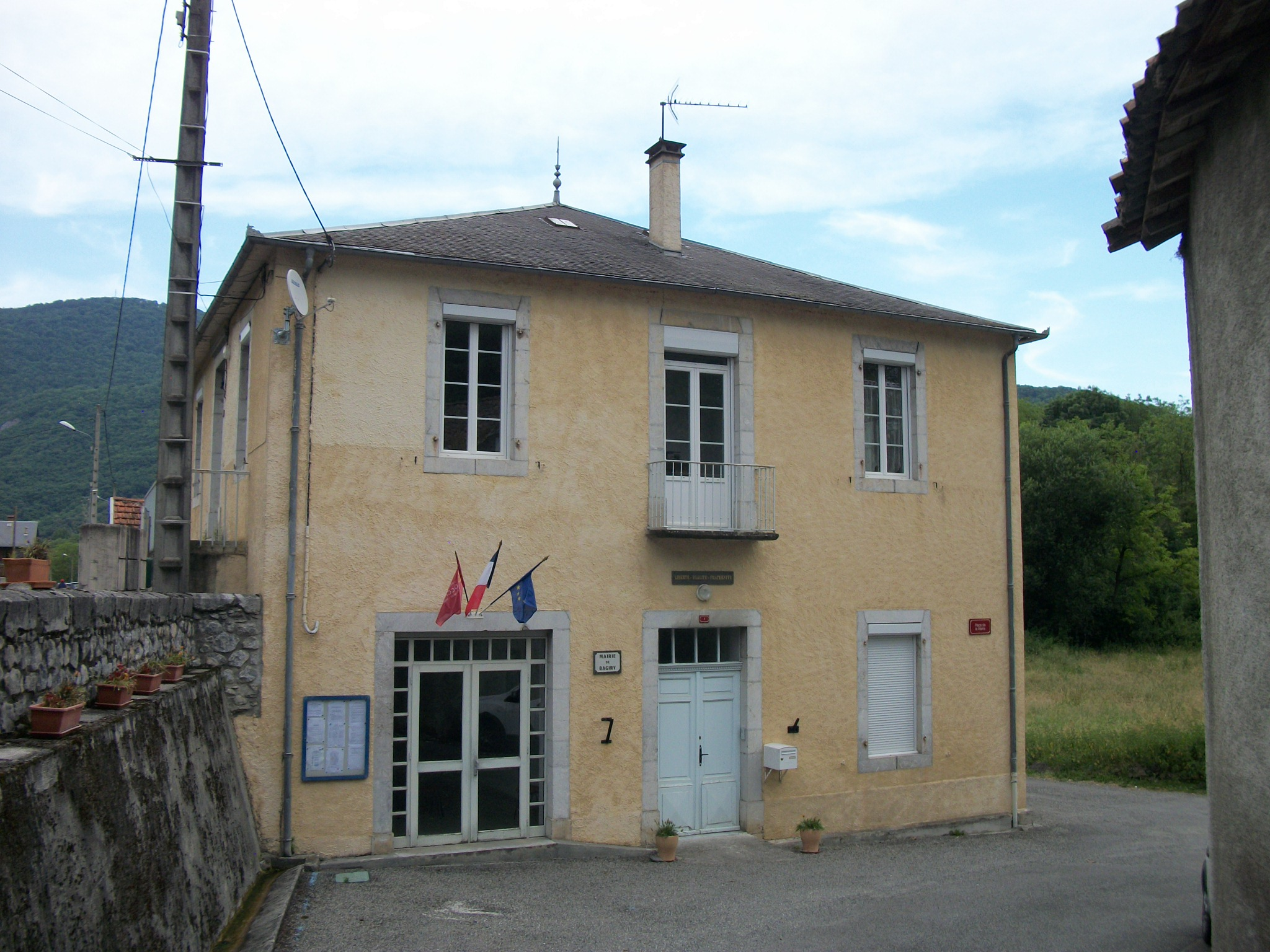
La mairie.
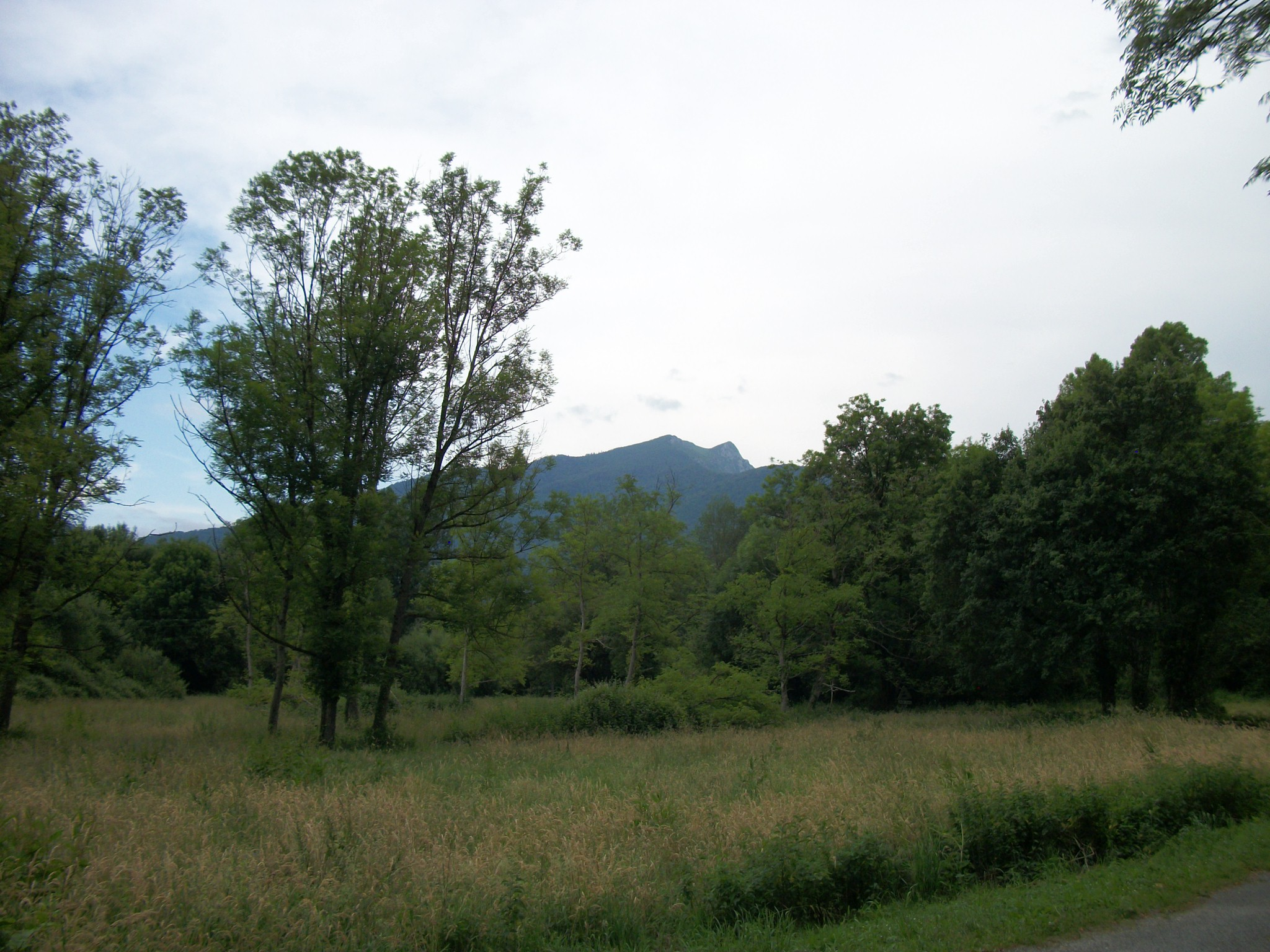
Le pic du Gar et le pic Saillant vus depuis la mairie.
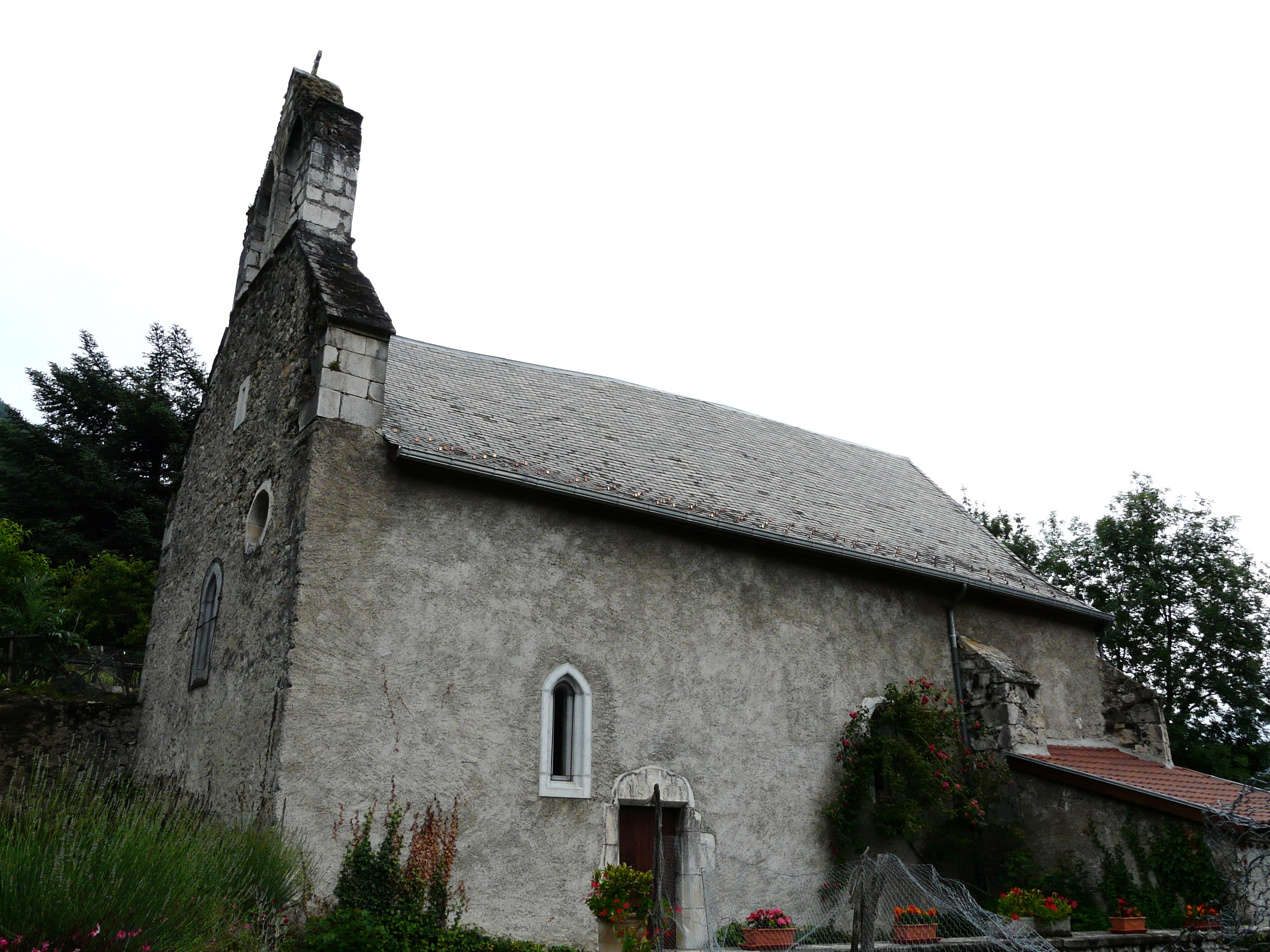
La chapelle Notre-Dame-des-Vignes.

- Une curiosité est à découvrir sur les hauteurs du village dans la forêt domaniale des Frontignes : l'unique forêt naturelle de chêne vert et de genévrier des Pyrénées centrales, se développant sur les parois calcaires de la montagne de Gert sur quelques dizaines d'hectares. Un patrimoine floristique et faunistique de type méditerranéen remarquable pour la région.

## Pour approfondir